# La Carrera (Siero)
La Carrera es una parroquia del concejo de Siero, en el Principado de Asturias (España). Alberga una población de 4.793 habitantes (INE 2011) en 1.795 viviendas. Ocupa una extensión de 9,63 km².
Está situada en la zona central del concejo y limita al norte con la parroquia de Anes; al noreste, con la de Pola de Siero; al sureste, con la de Valdesoto; al suroeste, con la de Hevia; y al oeste, con la de Noreña, en el concejo homónimo.

## Poblaciones
Según el nomenclátor de 2011 la parroquia está formada por las poblaciones de:
- El Berrón (lugar): 3.473 habitantes.
- La Carrera (lugar): deshabitado.
- Ferrera (lugar): 134 habitantes.
- Forfontía (lugar): 425 habitantes.
- Las Granjas (Les Granxes en asturiano[4]) (urbanización): 27 habitantes.
- Mudarri (Mudarre) (casería): 61 habitantes.
- Nora (Ñora) (casería): 129 habitantes.
- La Parte (lugar): 57 habitantes.
- Posada (Posá) (lugar): 172 habitantes.
- Vega Muñiz (Vegamuñiz) (lugar): 27 habitantes.
- Venta de Soto (La Venta Soto) (casería): 74 habitantes.
- Xixún (lugar): 214 habitantes.

## Patrimonio
El principal patrimonio arquitectónico de La Carrera es un puente medieval de mampostería y sillares, con dos ojos, uno mayor y otro menor, y que en el itinerario del camino de La Piquera a Venta de Soto salva el río Nora a la altura de esta última aldea. También se puede destacar una casa de estilo modernista recientemente restaurada que alberga dependencias de FEVE y que está situada en el interior de la encrucijada de vías de El Berrón.